# 隠し目付参上
『隠し目付参上』（かくしめつけさんじょう）は、毎日放送と三船プロダクションの制作。TBS系列で、1976年（昭和51年）4月3日から同年9月25日まで毎週土曜日 夜10時から放映されたテレビ時代劇。全26話。

## 内容
老中　松平伊豆守信明の命によって組織された隠し目付が明晰な頭脳とからくりを駆使して腐敗した世にはびこる悪を斬っていく。組織の頭目は伊豆守の異母兄の素浪人　九十九内膳正（つくも ないぜんのしょう）。七人目の隠し目付として、からくり人形の三太が活躍する。
「晴らせぬ恨みを晴らし、法で裁けぬ悪を人知れず成敗する殺し屋」という必殺シリーズのコンセプトを受け継いだ『影同心』と『影同心II』から一転。法で裁けぬ巨悪を奇想天外なからくり仕掛けで暴き、その巨悪の前に颯爽と現れた隠し目付たちが葵の紋のマントと色違いの装束を身にまとい、派手な大立ち回りで巨悪を成敗するという正統派の集団アクション時代劇として路線変更した。
本作は全26話で完結したが、本作の成功を受けて、メイン キャストの一部と役柄を変更した第2作『江戸特捜指令』を制作した。

### 立ち回りについて
終盤の悪人との立ち回りでは、隠し目付たちは黒のマントを羽織って乗り込む。その回の最大の悪役が「何者だ!」と聞くと春楽が「隠し目付参上!」と言い（内膳正が言う回があった）、五人が順番に次の台詞を言う。
鉄五郎「金と力で世間を欺き、闇から闇への極悪非道!」
左吉「どっこい闇には闇の白州がある!」
菊次「三途の河原を引き回し」
お駒「冥土へ追放!」
春楽「地獄へ遠島、申し渡す!!」
この台詞の流れの後に五人が黒マントを脱ぐとそれぞれの装束が現れ、悪人たちとの格闘開始となる。
この台詞は誰かが不在の場合は他のメンバーが代読した。

### キャスティングについて
松平伊豆守 信明役は必殺シリーズの『必殺仕掛人』（音羽屋半右衛門）、『助け人走る』（清兵衛）の元締役で人気があった山村聡が内定していたが、これに本作の提供スポンサーの白鹿から待ったが掛かった。山村は当時、白鹿のライバルで同じ兵庫県西宮市に本社を持つ日本盛のCMに出演しており、毎日放送は「余人を以って代えがたい」と山村は元締役にうってつけであるとして、日本盛のCMに出演していることは承知の上で起用に踏み切ったが、白鹿側は「これでは日本盛の宣伝になりかねない」と一歩も引かなかったことで山村の起用は断念され、松平伊豆守 信明役は三船敏郎の二役で行くことになった。
クランクイン直前までは松田優作が左吉役でレギュラー出演する予定であったが暴力事件を起こした影響で降板を余儀なくされ、沖雅也が代役を務めた。

## キャスト
- 春楽 - 江守徹

隠し目付。普段は「からくり先生」と呼ばれるからくり師。からくり技術に秀でており、自宅はからくり屋敷となっている。毎回の仕掛けを考案して、内膳正の不在時は指揮を執る参謀的存在。大立ち回りでの装束は灰色 掛かった緑色の着流し。髪型が月代の武家髷に変わり、メンバー唯一の二刀流で大刀は順手、脇差は逆手である。
- 吉岡鉄五郎 - 竜雷太（第1 - 10、12、14、15、17、18、21、23 - 26話）

隠し目付。普段は子守りなどの副業をしている貧乏な道場主。大立ち回りでの装束は茶色の着流し。大刀を一本だけ身に着けて、豪快な太刀筋で斬り倒す。最終話で死闘の末、死亡した。
- 左吉 - 沖雅也（第1 - 14、16、17、19、21、22、26話）

隠し目付。普段は遊び人。感情を顔に出さないクールでニヒルな性格。大立ち回りでの装束は青の着流し。髪型は春楽と同じ月代の武家髷に変わる。峰打ちの動きを中心に大刀で戦う。
- 菊次 - 大谷直子（第1 - 5、9、11 - 16、20、26話）

隠し目付。普段は芸者。十四年前に殺された絹の下絵師の娘（第12話）。大立ち回りでの装束は紫の着物。匕首を逆手で使用する。
- 韋駄天のお駒 - 秋野暢子

隠し目付。普段は飛脚。九十九内膳正から毎回 渡された指令書を春楽たちに配る役目を仰せ使っている。漁師の娘（第19話）。大立ち回りでの装束は赤の着物。大刀と鞘を交互に使用する。
- 九十九内膳正 - 三船敏郎（第1 - 4、7、10、11、18、22、26話）

隠し目付頭。普段は長屋暮らしの浪人。大立ち回りでの装束は黒の着流し。
- 松平伊豆守 信明 - 三船敏郎（第1 - 3、10、11話）

「知恵伊豆」と呼ばれた伊豆守とは別人の老中。内膳正を「兄者」と呼ぶ。
- 平 平八郎 - 池田まさる（第1 - 15、17 - 26話）

定町廻り同心。口髭を生やしている。お駒にやたらと言い寄ってくるが、その度に軽く あしらわれて池に落ちることが多い。
- お春 - 千代恵 （第12、19、23 - 25話）

菊次の妹芸者。主に鍼灸師をしているが、たまに芸者になることがある。

## スタッフ
- プロデューサー：青木民男（毎日放送）、小糸章淳、伊藤満（三船プロダクション）
- プロデューサー補：内藤三郎（三船プロダクション）
- 監督：「各話タイトルとおもなゲスト」参照
- 脚本：「各話タイトルとおもなゲスト」参照
- 音楽：猪俣公章
- 語り - 横内正
- 制作：毎日放送、三船プロダクション

## 主題歌
- 「愛のめぐり逢い」（ワーナー・パイオニアレコード）

作詞：山口洋子、作曲：猪俣公章、編曲：小杉仁三、唄：愛川由美

## 各話タイトルとおもなゲスト
| 話数 | 放送日        | サブタイトル                         | 脚本                       | 監督       | おもなゲスト |
| ---- | ------------- | ------------------------------------ | -------------------------- | ---------- | --- |
| 1    | 1976年 4月3日 | 天にのぼったか地にもぐったか         | 小川英 杉村のぼる 山浦弘靖 | 池広一夫   | 夏八木勲（稲葉重盛）・岡田英次（鬼頭監物） 大村千吉（畳屋頭領）・西沢利明（脇坂淡路守） 田中浩 |
| 2    | 4月10日       | 吉原は燃えているか                   | 小川英 四十物光男          | 坪島孝     | 鮎川いづみ（吉野）・睦五郎（若山攝津守） 内田勝正（助三） |
| 3    | 4月17日       | 誰が道成寺を舞ったか                 | 小川英 四十物光男          | 長谷部安春 | 藤巻潤（石山主膳）・大関優子（お雪） 菅貫太郎（浅野） |
| 4    | 4月24日       | 念には念を入れすぎたか               | 山浦弘靖                   | 江崎実生   | 佐藤オリエ（お美乃）・浜田寅彦（三浦屋新兵衛） 長谷川明男（安達大膳）・蜷川幸雄（宮寺玄之介） 深江章喜（坂崎主水）・杉義一（山代屋） 坂上二郎（永福和尚）                                                                                         |
| 5    | 5月1日        | これにて一件落着か                   | 安倍徹郎                   | 長谷和夫   | 加賀まりこ（お艶）・天津敏（重五郎） 勝部演之（戸張半蔵）・加藤和夫（六兵衛） 石山雄大（弥吉）・玉井碧（お春） |
| 6    | 5月8日        | からくり三太はなぜ泣いたか           | 服部佳                     | 松尾昭典   | 大滝秀治（からくり御前）・中田浩二（脇坂玄藩） 坂上忍（健吉）・佐竹明夫（荒尾但馬守） 渥美国泰（土井紀伊守）・宗方勝巳（湊屋新兵衛） |
| 7    | 5月15日       | 金か命か体面か                       | 岩元南                     | 長谷部安春 | 今井健二（唐沢丈之助）・早川雄三（石出帯刀） 藤江リカ（お浜）・北城寿太郎（戸塚軍蔵） 北原義郎（柿沼主馬）・須藤健（和泉屋惣助） 山本昌平（荒井又平）・中庸介（黒川市之進） 小野ひずる（おゆき）・山田禅二（田中屋藤兵衛） 加地健太郎（牧田勘八） |
| 8    | 5月22日       | 穴のむこうは極楽か                   | 小川英 四十物光男          | 小野田嘉幹 | 珠めぐみ（お里）・山本紀彦（留吉） 菅貫太郎（黒川京十郎）・川辺久造（小佐野弾正） 松山照夫（伝六）・大村千吉（勘助） 岡部正純（豊三）・二見忠男（吾助） 大林丈史（相沢）                                                                          |
| 9    | 5月29日       | 御仏は美男におわすか                 | 宮川一郎                   | 江崎実生   | 加茂さくら（滝川）・仲谷昇（仙海） 三浦真弓（お袖）・杉本美樹（おとせ） 小瀬格（藤沢甚右衛門)・人見きよし（上総屋清兵衛） |
| 10   | 6月5日        | 鬼も十八番茶も出花か                 | 坪島孝 小川英              | 坪島孝     | 松橋登（藤木兵助）・北上弥太朗（津坂美濃守） 横森久（川又主税）・高城淳一（相模屋利兵衛） 外山高士（山口将作）・木村元（桃井大膳） |
| 11   | 6月12日       | 天一坊がまた出たか!?                 | 山野四郎                   | 高橋勝     | 南原宏治（青山下野守）・有川博（徳川敏次郎） 天田俊明（水野出羽守）・田中浩（太田銑十郎） 木田三千雄（法海）・庄司永建（酒井若狭守） 佐瀬陽一（弥七）・長島隆一（阿部備中守）                                                                     |
| 12   | 6月19日       | 白絹は血に染まったか                 | 服部佳                     | 長谷和夫   | 内田朝雄（大黒屋吉兵衛）・神田隆（上総屋藤兵衛） 五味龍太郎（荒垣一角）・明石潮（上州屋清右衛門） 武藤英司（湊屋久兵衛）・植村謙二郎（巳之吉） |
| 13   | 6月26日       | 右も左も真っ暗闇か                   | 小川英 杉村のぼる          | 太田昭和   | 殿山泰司（根岸検校）・森下哲夫（三浦屋伊之助） 早川雄三（戸川半蔵）・大関優子（ちよ） |
| 14   | 7月3日        | 半年先の天下を見たか                 | 小川英 長野洋              | 黒田義之   | 中尾彬（榊兵馬）・藤岡重慶（伊勢屋藤兵衛） 睦五郎（津村惣右衛門）・市毛良枝（志乃） |
| 15   | 7月10日       | 長崎出島泣くは異人か混血娘か         | 横光晃                     | 小野田嘉幹 | マージー（おとき）・小栗一也（西海屋秋右衛門） 近藤宏（上田景安）・深江章喜（本間） 稲吉靖司（仁蔵）・中井啓輔（木村） 新井一夫（井口）・オスマン・ユスフ（デルベール） 柿木恵至（佐兵衛）・内藤武敏（鳴海屋藤兵衛）                              |
| 16   | 7月17日       | 怪談 濡れた死美女はすすり泣いたか    | 宮川一郎                   | 長谷和夫   | 金沢碧（お琴）・岡崎二朗（鹿野小次郎） 中原早苗（佐和）・柳谷寛（伊助） 森幹太（伊佐山）・灰地順（永田） 黒部進（梅沢）・幸田宗丸（鹿野重兵衛）                                                                                                   |
| 17   | 7月24日       | 南蛮からくり大怪盗の大逆転か!        | 山崎巌 久保田圭司          | 宮越澄     | 川合伸旺（蔵前屋）・三浦真弓（澄大夫） 南道郎（喜三）・沼田曜一（坂本主膳） 堀勝之祐（仙八）・藤本浩二（太田伝八郎） 根岸一正（佐太）・松尾文人（脇田遠江守） 倉島襄（太郎左）                                                                    |
| 18   | 7月31日       | オランダ人形は人間仕掛けのカラクリか | 山野四郎                   | 松尾昭典   | 珠めぐみ（梨花）・北城寿太郎（黒滝伍左衛門） 中村竜三郎（阿部備中守）・梅津栄（田川） 佐々木満（ペドロこと平次郎） 原口剛（梶原玄蕃） |
| 19   | 8月7日        | きらめく潮に海女は濡れたか           | 四十物光男 小川英          | 江崎実生   | 梢ひとみ（お光）・田口計（新倉仁左衛門） 久富惟晴（与助）・石山雄大（松吉） 野口元夫（久兵衛）・多々良純（加納屋藤吉郎） |
| 20   | 8月14日       | 怪談 お化けの皮は何枚か              | 坪島孝 小川英              | 坪島孝     | 島田順司（後藤光正）・戸部夕子（七重） 小野武彦（渡辺儀一）・川崎あかね（加代) 横森久（大久保大膳）・村松克己（伊賀十郎） 富田仲次郎（貸元）・小野川公三郎（後藤乗次）                                                                            |
| 21   | 8月21日       | 大検問! 現金輸送車は通れたか         | 高久進 新井光              | 野田幸男   | 峰岸徹（伊之助）・服部妙子（お峰） 山本麟一（丈海）・矢野間啓二（三次） 大木正司（伝蔵）・きくち英一（源八） |
| 22   | 8月28日       | 時々刻々! 危うし左吉は切腹か         | 小川英 茶木克彰            | 丸輝夫     | 倉石功（藤尾主馬）・鮎川いづみ（お絹） 市川靖子（お世津）・浜田晃（神原源三郎） 堺左千夫（淡路屋徳平） |
| 23   | 9月4日        | 狙われた春楽! 三太裏切ったか         | 中野顕彰 胡桃哲            | 長谷和夫   | 横内正（緒方玄斉）・菅貫太郎（酒井備前守） 西沢利明（奥村主膳）・長谷川弘（三浦屋） 明石潮（丸目雅楽頭）・綾川香（榊原） 倉島襄（松井）・片山滉（天馬春芳）                                                                                       |
| 24   | 9月11日       | ザ・カラテ! 姫の肌は紅に染まったか   | 山崎巌 久保田圭司          | 野田幸男   | 水原ゆう紀（真和姫）・川合伸旺（松倉白翁） 北原義郎（佐土原外記）・江見俊太郎（森川美濃守） 原田清人（羽地政武）・紅幸司（知念一道） 藤山浩二（中城右近）                                                                                         |
| 25   | 9月18日       | 斬られ役団九郎 男冥利の花道か        | 山崎巌                     | 池広一夫   | 川地民夫（宇之）・原田英子（お秋） 深江章喜（村上頼母）・今福将雄（大和屋冨蔵） 森章二（相原）・武藤章生（源次） |
| 26   | 9月25日       | 神が仕掛けた大からくりか             | 小川英 杉村のぼる          | 長谷和夫   | 平田昭彦（服部主膳）・清水綋治（水野信正） 天本英世（源斎） |

## 放送局
| 放送対象地域   | 放送局       | 放送時間           | 系列           | ネット形式 | 備考   |
| -------------- | ------------ | ------------------ | -------------- | ---------- | ------ |
| 近畿広域圏     | 毎日放送     | 土曜 22:00 - 22:55 | TBS系列        | 同時ネット | 制作局 |
| 関東広域圏     | TBSテレビ    | 土曜 22:00 - 22:55 | TBS系列        | 同時ネット |        |
| 北海道         | 北海道放送   | 土曜 22:00 - 22:55 | TBS系列        | 同時ネット |        |
| 青森県         | 青森テレビ   | 土曜 22:00 - 22:55 | TBS系列        | 同時ネット |        |
| 岩手県         | 岩手放送     | 土曜 22:00 - 22:55 | TBS系列        | 同時ネット |        |
| 宮城県         | 東北放送     | 土曜 22:00 - 22:55 | TBS系列        | 同時ネット |        |
| 福島県         | 福島テレビ   | 土曜 22:00 - 22:55 | TBS系列        | 同時ネット |        |
| 山梨県         | テレビ放送   | 土曜 22:00 - 22:55 | TBS系列        | 同時ネット |        |
| 静岡県         | 静岡放送     | 土曜 22:00 - 22:55 | TBS系列        | 同時ネット |        |
| 東海広域圏     | 中部日本放送 | 土曜 22:00 - 22:55 | TBS系列        | 同時ネット |        |
| 鳥取県・島根県 | 山陰放送     | 土曜 22:00 - 22:55 | TBS系列        | 同時ネット |        |
| 岡山県         | 山陽放送     | 土曜 22:00 - 22:55 | TBS系列        | 同時ネット |        |
| 広島県         | 中国放送     | 土曜 22:00 - 22:55 | TBS系列        | 同時ネット |        |
| 高知県         | テレビ高知   | 土曜 22:00 - 22:55 | TBS系列        | 同時ネット |        |
| 福岡県         | RKB毎日放送  | 土曜 22:00 - 22:55 | TBS系列        | 同時ネット |        |
| 大分県         | 大分放送     | 土曜 22:00 - 22:55 | TBS系列        | 同時ネット |        |
| 宮崎県         | 宮崎放送     | 土曜 22:00 - 22:55 | TBS系列        | 同時ネット |        |
| 沖縄県         | 琉球放送     | 土曜 22:00 - 22:55 | TBS系列        | 同時ネット |        |
| 新潟県         | 新潟放送     | 火曜 22:00 - 22:55 | TBS系列        | 遅れネット |        |
| 石川県         | 北陸放送     | 月曜 22:00 - 22:55 | TBS系列        | 遅れネット |        |
| 愛媛県         | 南海放送     | 金曜 23:30 - 0:25  | 日本テレビ系列 | 遅れネット |        |